# Belrupt
Belrupt é uma comuna francesa na região administrativa do Grande Leste, no departamento de Vosges. Estende-se por uma área de 9.14 km², e possui 99 habitantes, segundo o censo de 2018, com uma densidade de 11 hab/km².